# Albrecht I van Beieren-Schagen

Wapen van Van Beieren-Schagen

Albrecht I van Beieren-Schagen 2e heer van Schagen 1465-1480, Barsingerhorn, Haringhuizen, Colhorn en de Keinze (1432 - kasteel Medemblik 24 augustus 1480) was de zoon van Willem I van Beieren-Schagen en Johanna van Hodenpijl.
den Herrn van Schagen: Albrecht, Jan ende Wilhelm van Schagen, Brüder werden door de hertogelijke bode Herper Hugensz, tijdens diens zesdaagse reis door Holland, uitgenodigd om op 18 augustus 1468 bij de Hertog in Den Haag te verschijnen
nach 's-Gravenhage am 1468 Aug. 18 einzuladen mit geschlossenen Briefen des Rats von Holland inhoudende hoe dat mijn genadige here himluyden gescreven ende ernstlic bevolen heejt him ende die andere van den ridderscip sijnrer lande van Hollant te vergaderen ende himluyden zekere saken van zijnre wegen up te doene, sijnre genaden grotelic angaende, roerende alsoe wel tstuc van der antwoirde lest bij den selven ridderscip gegeven uptie bede ende begeene, die mijn voirn genedige here onlancx in den selven lande wesende tot sijnre blijde incomstgeeyscht hadde, als anders angaende sijne tegenwoirdige oirloge ende wapeninge om te wederstane den coninc van Vrancrijc.
Bedoeld wordt: Lodewijk XI van Frankrijk die genoemd werd le plus terrible roi qui fut jamais en France, de ergste koning die Frankrijk ooit gekend heeft.
Albrecht weigerde zijn broers hun erfdeel te geven. Het hof van Holland gaf hierop in een vonnis waarin deze gesommeerd werd om zijn broers toch hun deel te geven. Hij volgde de uitspraak niet op. Toen Filips van Wassenaer zijn kasteel, het Slot van Schagen, innam gaf hij zich echter zonder slag of stoot over. Albrecht werd gevangengezet in Den Haag en daarna in het slot Medemblik. Hij overleed daar op 24 augustus 1480.
Hij trouwde op 18 oktober 1456 met Adriana van Nijenrode (1440 - kasteel Medemblik, 31 Jul 1477], zij was een bastaarddochter van Gijsbrecht van Nijenrode van Velsen en Geertruida Uytenham.
Uit het huwelijk van Albrecht en Johannan zijn de volgende kinderen geboren:
- Lodewijk van Schagen (ca. 1458 - voor 1480) trouwde met Johanna van Reimerswaal (geboren ca. 1462)
- Josina van Beieren-Schagen 3e vrouwe van Schagen 1480-1535 (1465 - 25 juni 1543)